# Miragaia (Lourinhã)
Pour les articles homonymes, voir Miragaia.
Miragaia est un village portugais appartenant à la ville de Lourinhã.
Avec une superficie de 13,2 km2 et une population de 1 670 habitants (2001), la densité s'élève à 137,4 hab/km2.